# アセチル化
アセチル化（アセチルか、Acetylation）とは、有機化合物中にアセチル基が導入されることである。IUPAC命名法ではエタノイル化という。逆に、有機化合物からアセチル基が除かれる反応は脱アセチル化という。
具体的には、有機化合物中の活性化した水素原子がアセチル基で置き換わる反応である。水酸基の水素原子がアセチル基で置換されてエステル（酢酸塩）を生じる反応もこの反応に含まれる。アセチル化剤としては、しばしば無水酢酸が使われる。この反応は例えば、アスピリンの合成などにも必須である。

## タンパク質のアセチル化
生細胞内で、タンパク質の翻訳後修飾としてアセチル化が行われることがある。例えばヒストンやチューブリンなどである。

### N末端のアセチル化
真核生物のタンパク質のN末端にあるαアミノ酸はアセチル化されることが多い。実に酵母のタンパク質の40-50%、ヒトのタンパク質の80-90%がアセチル化されており、これは進化を通じて保存されている性質のようである。N末端のアセチル化は、N-α-アセチルトランスフェラーゼ（NAT）の触媒作用によってアセチルCoAからアセチル基を転移させる。N-α-アセチルトランスフェラーゼは酵母で最も研究が進んでいるが、酵母では3つの複合体NatA/B/Cが存在する。これらは基質に特異的で、リボソームと協調してタンパク質の翻訳と同時にアセチル化を行っていると考えられている。
ヒトでは複合体はNatAの1つだけで、既に同定されている。NatA複合体のサブユニットは、β-カテニン経路など癌に関連したプロセスとも共役している。また甲状腺乳頭癌や神経芽細胞腫の患者ではこの酵素が過剰発現していることも発見された。
このように、進化の過程で保存され、生物間に広く分布した修飾様式ではあるが、タンパク質のN末端のアセチル化の生物学的な役割はまだ良く分かっていない。しかしトロポミオシンやアクチンには、その機能の発現にアセチル化は不可欠で、アクチンはNatBのアセチル化を受けないとアクチンフィラメントを形成できないということなどが分かってきた。

### ヒストンのアセチル化と脱アセチル化
ヒストンでは、N末端のリシン残基がアセチル化、脱アセチル化され、これが遺伝子発現の制御に関わっている。ヒストンが多数アセチル化されている染色体領域は、遺伝子の転写が活発に行われており、ヒストンのアセチル化は遺伝子の発現を活性化させ、脱アセチル化は遺伝子の発現を抑制していると考えられている。
これらの反応はヒストンアセチルトランスフェラーゼ（HAt）、ヒストン脱アセチル化酵素=ヒストンデアセチラーゼ（HDAc）によって触媒される。

### チューブリンのアセチル化と脱アセチル化
チューブリンのアセチル化と脱アセチル化については、クラミドモナスを用いて詳細な研究が行われた。軸糸に局在するチューブリンアセチルトランスフェラーゼは、微小管を構成するα-チューブリンのサブユニットの特定のリシン残基をアセチル化する。微小管が分解されると、原形質に含まれるデアセチラーゼによってこのアセチル基は取り除かれる。このようにして、軸糸の微小管は原形質の微小管よりも長い寿命を持つ。